# Trematomus newnesi
Trematomus newnesi és una espècie de peix pertanyent a la família dels nototènids.

## Descripció
- Pot arribar a fer 20 cm de llargària màxima.
- 5-8 espines i 29-38 radis tous a l'aleta dorsal i 29-36 radis tous a l'anal.[5][6]

## Alimentació
Menja principalment amfípodes, poliquets, gastròpodes, isòpodes, copèpodes i eufausiacis (Euphausia superba).

## Depredadors
A les illes Shetland del Sud és depredat per Phalacrocorax atriceps.

## Hàbitat
És un peix d'aigua marina, demersal i de clima polar (60°S-78°S) que viu entre 0-400 m de fondària, el qual es troba en àrees properes a la costa i, sovint, a la zona de marees.

## Distribució geogràfica
Es troba a l'oceà Antàrtic: l'est de la regió antàrtica, el mar de Weddell, la costa occidental de la península Antàrtica, les illes Shetland del Sud, l'illa Elefant, les illes Òrcades del Sud, la Terra de Jordi V, la Terra de Mac. Robertson, la Terra de la Reina Mary, la Terra Adèlia, el mar de Davis i el mar de Ross.

## Observacions
És inofensiu per als humans.